# Zhang Wei
Zhang Wei (traditionell kinesiska: 張煒?, förenklad kinesiska: 张炜?, pinyin: Zhāng Wěi), född 1956 i Longkou i Shandongprovinsen i Kina, är en kinesisk författare.
Zhang Wei blev 1983 medlem av Kinas författarförbund och ordförande i dess Shandongavdelning. Han är främst uppmärksammad för romanerna Det gamla fartyget och Septemberfabeln. 2011 tilldelades han den främsta nationella litterära utmärkelsen Mao Dun-priset för verket På platån, som utgavs i tio volymer och tog tio år att färdigställa.